# Hubert Derache
Hubert Derache, né le 5 août 1953 à Morteau (France), est un haut fonctionnaire français, ancien Préfet de Mayotte puis directeur de cabinet de Marc Laffineur, secrétaire d'État à la Défense.

## Biographie
Il choisit de se lancer dans la carrière administrative de préfet après une première carrière d'officier dans l'armée de terre de 17 ans.

### Études et parcours militaire d'Hubert Derache
Hubert Derache est engagé volontaire le 1er juin 1973, il fait un séjour en école et en corps de troupe d'infanterie en tant que Chef de Section et de Commandant d'unité en France et en Outre-mer et au Liban dans le cadre de l'ONU. Il est également officier supérieur et chef du cabinet d'un général commandant de division. 
Entre 1974 et 1976, il suit une formation d'école spéciale militaire de Saint-Cyr, il obtenu un DESS d'histoire en 1976 et un DESS de gestion des entreprises (IAE) en 1990, il est également diplômé technique de l'enseignement militairesupérieur la même année. 
Durant son temps de travail civil, Hubert Derache suit des études supérieures de management de l'équipement de 2001 à 2002 puis d'études territoriales de niveau III de 2008 à 2009.

### Début de la carrière civile
Hubert Derache arrête sa fonction militaire pour se lancer dans une carrière administrative, le 1er août 1990, il devient directeur du cabinet du préfet de l'Aveyron, il devient sous-préfet de Jonzac le 15 octobre 1991 pour devenir sous-préfet de 1re classe, le 1er août 1994.
Le 16 août 1993, il devient secrétaire général à la préfecture de la Haute-Marne et devient sous-préfet du Marin en Martinique, le 23 septembre 1997, devenant à cette occasion sous-préfet hors classe, le 1er janvier 2000, ce qui lui offrait à la fin de cette année, le 21 décembre 2000, le poste de sous-préfet de 1recatégorie de la Tour-du-Pin.
C'est en l'an 2002, qu'Hubert Derache commence à travailler au ministère de l'Outre-mer, le 15 mai 2002, sous l'administration de la ministre Brigitte Girardin et son successeur François Baroin pour le suivi transversal de Mayotte.
Il occupa son dernier poste de sous-préfet, le 11 septembre 2006, à Aix-en-Provence pour le quitter et devenir, le 22 juillet 2009, préfet de Mayotte.

### Préfet de Mayotte

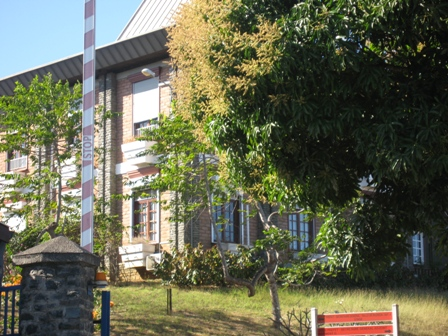
Préfecture de Mayotte.

Nommé préfet de Mayotte en 2009, Hubert Derache a entre autres pour rôle d'intervenir lors des mouvements de grèves importants qui causent des problèmes économiques à Mayotte,, de bloquer le budget du conseil général de Mayotte à la suite du déficit de cet organisme,, s'occuper des problèmes de clandestins et plusieurs autres taches qui permettent à Mayotte de continuer à « tourner » convenablement. Il est remplacé par Thomas Degos.
Son poste en tant que conseiller technique de la ministre de l'Outre-mer Brigitte Girardin durant trois ans, chargé de la jeunesse, du sport, de la formation initiale, de l'éducation, du service militaire adapté, des technologies de l'information et de la communication, de la recherche et de la fonction publique, en outre chargé du suivi transversal de Mayotte et en tant que chevalier de l'ordre national du Mérite et titulaire de la Médaille commémorative d'Outre-mer. Il connait donc bien Mayotte, ses dossiers et il y était déjà venu.

### Directeur de cabinet de Marc Laffineur
Il est nommé directeur de cabinet de Marc Laffineur, secrétaire d'État à la Défense, depuis l'entrée au Gouvernement de ce dernier, le 29 juin 2011 et jusqu'à l'élection présidentielle de 2012.

## Récompenses et distinctions

### Décorations
- Chevalier de l’ordre national de la Légion d’honneur[1],[11]
- Chevalier de l’ordre national du Mérite[1]
- Chevalier dans l'ordre du Mérite maritime[1]
- Médaille commémorative d’outre-mer[1]
- Médaille d’argent de la défense nationale[1]
- Médaille UNIFIL (ONU)[1]